# Tyran à sourcils jaunes
Conopias cinchoneti
Espèce
Statut de conservation UICN

 VU  : Vulnérable
Le Tyran à sourcils jaunes (Conopias cinchoneti) est une espèce de passereau de la famille des Tyrannidae.

## Sous-espèces
Cet oiseau est représenté par deux sous-espèces :
- Conopias cinchoneti cinchoneti (von Tschudi, 1844) : dans les Andes de l'est de l'Équateur et de l'est du Pérou (au sud du département de Cuzco) ;
- Conopias cinchoneti icterophrys (Lafresnaye, 1845) : dans les Andes, de la Colombie au nord-ouest du Venezuela (serranía de Perijá)[1],[2].

## Habitat
Cet oiseau vit dans les forêts humides de plaine et de montagne, entre 400 et 1 900 m d'altitude,.